# Borsa di Toronto
La Borsa di Toronto (in inglese: Toronto Stock Exchange) (TSX), è la più grande borsa valori del Canada ed è specializzata in titoli minerari ed energetici. Fu istituita nel 1852.
Nel novembre 2010 sul TSX erano quotate azioni di circa 1500 aziende, oltre a svariati ETF e titoli obbligazionari.
Il 9 febbraio 2011 la London Stock Exchange ha annunciato di aver raggiunto un accordo di fusione con la TSX.